# Csiszolatlan gyémánt (film, 2019)
Csiszolatlan gyémánt (eredeti cím: Uncut Gems) 2019-ben bemutatott amerikai bűnügyi-thriller, melyet Josh és Benny Safdie rendezett, a forgatókönyvet Ronald Bronstein és a rendezők közösen írták. A film főszereplője Adam Sandler, mint Howard Ratner, egy zsidó-amerikai ékszerész és szerencsejáték függő New York City Diamond District negyedében, akinek vissza kell szereznie egy drágakövet. További szereplők Lakeith Stanfield, Julia Fox, Kevin Garnett, Idina Menzel és Eric Bogosian. A filmkészítésre 2018. szeptember és november között került sor.
A Csiszolatlan gyémánt világpremierje 2019. augusztus 30-án volt a Telluride Filmfesztiválon. 2019. december 13-án korlátozott kiadásban jelent meg az Amerikai Egyesült Államokban, mielőtt az A24 december 25-én széles körben forgalmazta volna. A filmet 2020. január 31-én mutatta be a Netflix.
A film általánosságban kritikai elismerést kapott, különösen Adam Sandler teljesítménye. 50 millió dollárral lett az A24 legnagyobb bruttó bevételt hozó filmje.

## Szereplők
| Szerep                                                                | Színész                   | Magyar hang         |
| --------------------------------------------------------------------- | ------------------------- | ------------------- |
| Howard Ratner, zsidó-amerikai gyémánt-ékszerész, szerencsejáték-függő | Adam Sandler              | Csőre Gábor         |
| Demany, Howard asszisztense                                           | LaKeith Stanfield         | Gacsal Ádám         |
| Julia De Fiore, Howard alkalmazottja és barátnője                     | Julia Fox                 | Vadász Bea          |
| Önmaga, a Boston Celtics játékosa                                     | Kevin Garnett             | Galambos Péter      |
| Dinah Ratner, Howard felesége                                         | Idina Menzel              | Majsai-Nyilas Tünde |
| Arno Moradian, uzsorás, aki feleségül vette Dinah húgát               | Eric Bogosian             | Kassai Károly       |
| Gooey, Howard apja                                                    | Judd Hirsch               | Tarján Péter        |
| Phil, Arno temperamentumos embere                                     | Keith Williams Richards   | Fekete Zoltán       |
| Eddie Ratner, Howard idősebbik fia                                    | Jonathan Aranbayev        | Neuhauser Béla      |
| Marcel Ratner, Howard lánya                                           | Noa Fisher                | Ruszkai Szonja      |
| Önmaga, népszerű R&B sztár                                            | Abel Tesfaye (The Weeknd) | Baráth István       |
| Gary, Howard bukmékere.                                               | Mike Francesa             | Rosta Sándor        |
| Beni Ratner, Howard fiatalabbik fia                                   | Jacob Igielski            | ?                   |
| Wayne, gazdag szerencsejátékos, aki kedveli Juliát                    | Wayne Diamond             | ?                   |
| Noah                                                                  | Josh Ostrovsky            | ?                   |
| Aaron                                                                 | Benjy Kleiner             | ?                   |
| Lexis                                                                 | Pom Klementieff           | ?                   |
| Kat                                                                   | Paloma Elsesser           | ?                   |
| Nico                                                                  | Tommy Kominik             | ?                   |
| Buddy                                                                 | Louis Arias               | Koncz István        |
| Elline Goldfarb                                                       | Keren Shemel              | Pap Katalin         |
| Eric Goldfarb                                                         | Aren Topian               | Petridisz Hrisztosz |
| Joani                                                                 | Andrea Linsky             | Tarr Judit          |
| Steve Bronstein                                                       | Marshall Greenberg        | Dézsy Szabó Gábor   |
| Ida                                                                   | Sahar Bibiyan             | ?                   |
| Adley recepciósa                                                      | Hailey Gates              | ?                   |

Továbbá John Amos, Ca$h Out, Joe Iskhakov és Trinidad James önmagukként jelennek meg, Amos Howard szomszédjaként, a többiek Demany ismerőseiként. Natasha Lyonne és Tilda Swinton rövid hangszerepet játszanak Celtics munkatársként és aukciós házvezetőként, külön-külön.

## Megjelenés
A film világpremierjét a Telluride filmfesztiválon tartották 2019. augusztus 30-án. A Torontói Nemzetközi Filmfesztiválon is bemutatták 2019. szeptember 9-én. Az Amerikai Egyesült Államok korlátozott számú mozijaiban 2019. december 13-án vetítették, majd az országos kiadás 2019. december 25-én volt. Nemzetközi szinten a Netflixen került kiadásra 2020. január 31-én.